# Vítor Gazimba
Vítor Hugo Brito Gazimba (* 1. Oktober 1987) ist ein portugiesischer Fußballtrainer.

## Werdegang
Gazimba studierte in seinem Heimatland Sportwissenschaft und übte parallel erste Trainertätigkeiten aus. Anschließend ging er 2014 zum norwegischen Klub Strømsgodset IF, wo er die Nachwuchsakademie leitete und die U-21-Mannschaft des Klubs trainierte. 2016 erwarb er beim Norges Fotballforbund seine UEFA Pro-Level Lizenz mit einer Arbeit über das Lernen im Fußball. 2019 verpflichtete ihn der Erstdivsionist Kongsvinger IL als Cheftrainer. Zwar erreichte er mit der Mannschaft den fünften Tabellenplatz und scheiterte erst in der zweiten Runde der Aufstiegsspiele, am Saisonende beendeten beide jedoch die Zusammenarbeit aufgrund von Differenzen über die zukünftige Ausrichtung.
2020 schloss sich Gazimba dem schwedischen Klub Örebro SK an, bei dem er als Trainerassistent Cheftrainer Axel Kjäll zuarbeitete. Nachdem dieser im Sommer 2021 zum Direktor Fußball aufstieg, setzte sich Gazimba im Rekrutierungsprozess des Vereins durch und übernahm mit einem bis 2023 gültigen Vertrag die im Abstiegskampf in der Allsvenskan befindliche Mannschaft als Cheftrainer. Nachdem die Mannschaft jedoch nicht in die Erfolgsspur zurückgekehrt war, wechselte der Klub am 7. Oktober erneut den Trainer. Nach 14 Spielen in der Hauptverantwortung, in denen er bei Siegen gegen jeweils einmal IK Sirius sowie Tabellenschlusslicht Östersunds FK neun Punkte holte, übernahm Marcus Lantz bis zum Saisonende den Trainerposten beim Tabellenvorletzten.
Im Sommer 2022 erweiterte Gazimba das Trainerteam Jens Gustafssons beim polnischen Klubs Pogoń Stettin. Als Tabellenvierter der Spielzeit 2022/23 erreichte der Klub einen Europapokalplatz, mit dem gleichen Tabellenstand beendete er die folgende Spielzeit. Nachdem Gustafsson Mitte August 2024 den Klub in Richtung al-Fateh SC verlassen hatte, trennten sich die Polen kurze Zeit später auch von Gazimba. Dieser folgte Gustafsson als Assistent nach Saudi-Arabien.